# Arniston House

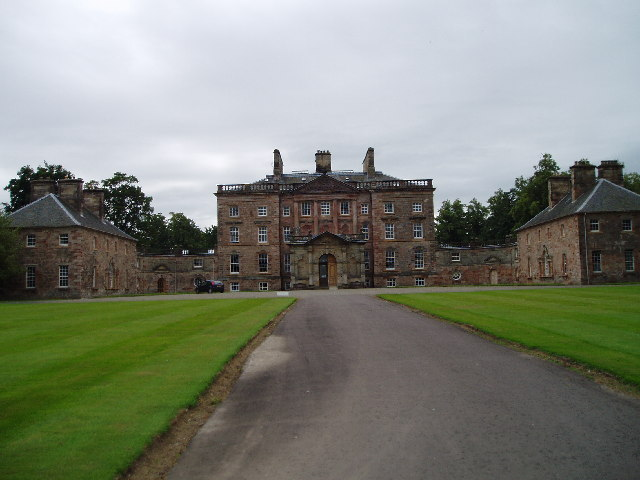
Arniston House

Einfahrt zu Arniston House

Arniston House ist ein im palladianischen Stil gestaltetes Herrenhaus nahe der schottischen Ortschaft Gorebridge in der Council Area Midlothian. 1971 wurde das Bauwerk in die schottischen Denkmallisten in der höchsten Kategorie A aufgenommen. Des Weiteren sind insgesamt 33 Außengebäude eigenständig als Denkmäler der Kategorien A, B oder C klassifiziert. Das Gesamtanwesen ist im schottischen Register für Landschaftsgärten verzeichnet. In drei von sechs Kategorien wurde das höchste Prädikat „herausragend“ verliehen.

## Geschichte
Bis zum Jahre 1309 zählten die Ländereien von Arniston zu den Besitztümern des Templerordens. Nachdem diese zunehmend in das Fadenkreuz der Inquisition gerieten, ging Arniston an den Malteserorden über. Im Zuge der schottischen Reformation fielen die Ländereien der schottischen Krone zu. Es war James Sandilands, 1. Lord Torphichen der Arniston von der schottischen Königin Maria Stuart erwarb. Sandilands teilte das Anwesen, wobei George Dundas im Jahre 1571 das größte Teilstück ankaufte, auf dem später Arniston House entstehen sollte. Dundas entwickelte die Ländereien, welche damals noch von der bedeutenden Straßen von Edinburgh in Richtung Süden durchquert wurde. Ihr Verlauf entspricht im Wesentlichen der heutigen A7, die das Anwesen heute im Osten begrenzt. 
Das erste Herrenhaus an diesem Standort ließ George Dundas’ Nachfahre James Dundas um 1620 errichten. Nach seinem Ableben im Jahre 1628 fiel das Anwesen seinem Sohn James Dundas zu, der 1650 zum ersten Lord Arniston erhoben wurde. Als dessen Sohn Robert Dundas, 2. Lord Arniston die Ländereien im Jahre 1679 erbte, lebte er in Holland. Zehn Jahre später begann er mit der Weiterentwicklung von Arniston. Seine Maßnahmen waren von holländischen Einflüssen geprägt. So ließ er beispielsweise 30 Buchen und eine Ulme pflanzen. 1725 wurde der schottische Architekt William Adam mit der Planung eines Herrenhauses beauftragt, in welches das vorhandene Bauwerk integriert werden sollte. Adam war zu dieser Zeit mit der Errichtung des nahegelegenen Mavisbank House befasst. Die Arbeiten begannen im folgenden Jahr, in welchem Robert Dundas verstarb und das Anwesen an seinen ebenfalls Robert genannten Sohn überging. Bis 1732 entstanden die wesentlichen Komponenten des heutigen Arniston House. Eine weitere Bauphase, in der im Wesentlichen Erweiterungen hinzugefügt wurden, fand zwischen 1754 und 1758 statt. Die Entwürfe lieferte William Adams Sohn John. Die 1791 vorgelegten Pläne zur Landschaftsgestaltung wurden nur zu kleinen Teilen umgesetzt.
Seit dem 17. Jahrhundert befindet sich Arniston House in Familienbesitz. Ab dem 19. Jahrhundert wurden noch mehrfach unwesentliche Änderungen am Gebäude vorgenommen. Eine deutlichere Entwicklung trat bei der Gestaltung der Ländereien ein. Der entlang der späteren Waverley Line im Jahre 1831 gebaute erste Eisenbahnviadukt, das Vorgängerbauwerk des heutigen Lothianbridge Viaduct, begrenzt das Anwesen im Nordosten. Für die Baukosten der für die Anbindung der Kohlebergwerke an das Schienennetz bedeutenden Brücke kam wahrscheinlich der Marquess of Lothian auf. In den 1950er Jahren fielen der Speisesaal sowie der Salon der Braunfäule zum Opfer. Letzterer wurde in den 1990er Jahren restauriert. Verschiedene Außengebäude werden mittlerweile als Ferienhäuser vermietet.

## Arniston House
Das Herrenhaus liegt inmitten eines weitläufigen Anwesens. Dieses grenzt im Nordosten an die Ortschaft Gorebridge, reicht im Westen bis Carrington und im Süden bis Temple. Im Nordwesten grenzen direkt die Ländereien von Dalhousie Castle an. Rund 200 m westlich des Haupthauses durchfließt der South Esk das Anwesen.
Arniston House ist im palladianischen Stil gestaltet. Der dreistöckige Corps de Logis ist neun Achsen weit, die im Schema 2–5–2 angeordnet sind. Mittig springt ein einstöckiger Vorbau mit dem Hauptportal hervor. Toskanische Säulen, die einen offenen Dreiecksgiebel tragen, flankieren das Rundbogenportal. Dieses Motiv wird an der dahinterliegenden Hauptfassade aufgegriffen, an der vier toskanische Pilaster einen weiteren Dreiecksgiebel tragen, der teilweise das dahinterliegende Plattformdach mit umlaufender Balustrade verbirgt. Längliche, vorgelagerte Pavillons flankieren den Corps de Logis. Sie sind über eine gewinkelte Blendmauern mit diesem verbunden. Ursprünglich waren die Fassaden des Herrenhauses mit Harl verputzt. Der Harl wurde jedoch zwischenzeitlich entfernt, sodass das Sandsteinmauerwerk freiliegt.

## Grotte
Die Grotte von Arniston House ist eigenständig als Kategorie-A-Denkmal klassifiziert. Sie liegt rund 300 m südwestlich des Herrenhauses an dem Bach Purvies Hill Burn. Wahrscheinlich stammt sie aus der Mitte des 18. Jahrhunderts und wurde möglicherweise von William Adam gestaltet. Es besteht die Möglichkeit, dass später Steinmaterial integriert wurde, das im Zuge der Umgestaltung des Parlamentsgebäudes in Edinburgh im Jahre 1803 angefallen ist. Das asymmetrische Bauwerk besteht teils aus unbehauenem Stein. Verschiedene Mauernischen sind als Rundbögen mit Schlussstein ausgemauert. Links befindet sich ein Tunnel mit Gewölbedecke.

## North Lodge
Die North Lodge liegt abseits der A7 am Nordostrand des Anwesens nahe Gorebridge. Es handelt sich um zwei einstöckige Gebäude, die einen Zufahrtsweg jenseits eines Tores flankieren. Das Schichtenmauerwerk der um 1790 entstandenen Lodges besteht aus Steinquadern. Die kleinen Gebäude sind asymmetrisch gestaltet und Pilastern Friesen. Das nördliche Gebäude ist mit einer Elefantenfigur, das südliche mit einer Löwenfigur versehen. Die Tiere symbolisieren die Familie Dundas (Löwe) und die Familie dessen Ehefrau, eine geborene Oliphant. Zwischen den Gebäuden befindet sich ein schmiedeeisernes Tor aus dem späteren 19. Jahrhundert. Die North Lodge ist ein Denkmal der Kategorie A.

## Gärten
Unweit der Grotte, an der über das Anwesen führenden Straße B6372 liegen die Gärten von Arniston House. Eine Bruchsteinmauer aus Sandstein umfriedet das nahezu rechteckige Areal. Die Arbeiten zu diesem Bauwerk wurden um 1764 nach Plänen von John Adam begonnen. Eine umfassende Umgestaltung wurde jedoch zu Beginn des 19. Jahrhunderts durchgeführt. Wie auch bei der Grotte wurde nicht mehr benötigtes Material der Überarbeitung des Parlamentsgebäuden in Edinburgh dort verbaut. So trägt ein Segmentgiebel an der Loggia das Monogramm des Königs Karl I. und könnte aus Edinburgh stammen. Die Loggia ist mit dorischen Säulen gestaltet. Auf dem Areal sind Gewächshäuser sowie schlichte Schuppen zur Pflanzenaufzucht entlang der Mauer zu finden. Schmiedeeiserne Tore versperren die Eingangswege zu den Gärten, von denen einer mit Segmentbogen gestaltet ist. Die Gärten sind als viertes Bauwerk des Anwesens in die Denkmalkategorie A einsortiert.